# Santa Teresa del Bambin Gesù (Roma)
Santa Teresa del Bambin Gesù ou Igreja de Santa Teresa do Menino Jesus era uma igreja de Roma, Itália, localizada no rione Trastevere, na via San Francesco di Sales, desconsagrada depois da Segunda Guerra Mundial. Era dedicada a Santa Teresinha do Menino Jesus.

## História
Esta igreja foi construída com base num projeto de M. Brandi e consagrada juntamente na época da canonização da santa carmelita Teresa do Menino Jesus (1925). Com o convento anexo, foi entregue aos cuidados das freiras carmelitas descalças e passou, em 1942, para o ramo masculino da ordem, que transformou o local na sede da cúria geral ordem em Roma. Terminada a Segunda Guerra Mundial, o complexo passou para bem público e foi transformado na sede da Direção Geral de Contencioso do Ministério da Defesa, que ainda cuida do local.
Sobre o portal de entrada da antiga igreja ainda hoje se lê: "Anno sacro MCMXXV die XVIII maii templum hoc Deo dicatum in honorem Teresiae ab Infante Jesu in album SS relatae" ("Ano santo de 1925, possa este templo agora dedicado a Santa Teresa do Menino Jesus, que se juntou a Todos os Santos").
As freiras carmelitas focaram sua devoção à santa na nova igreja de Santa Teresa del Bambin Gesù in Panfilo, uma paróquia que foi suprimida em 2012, mas que continua bastante ativa.

## Galeria

Imagens da igreja
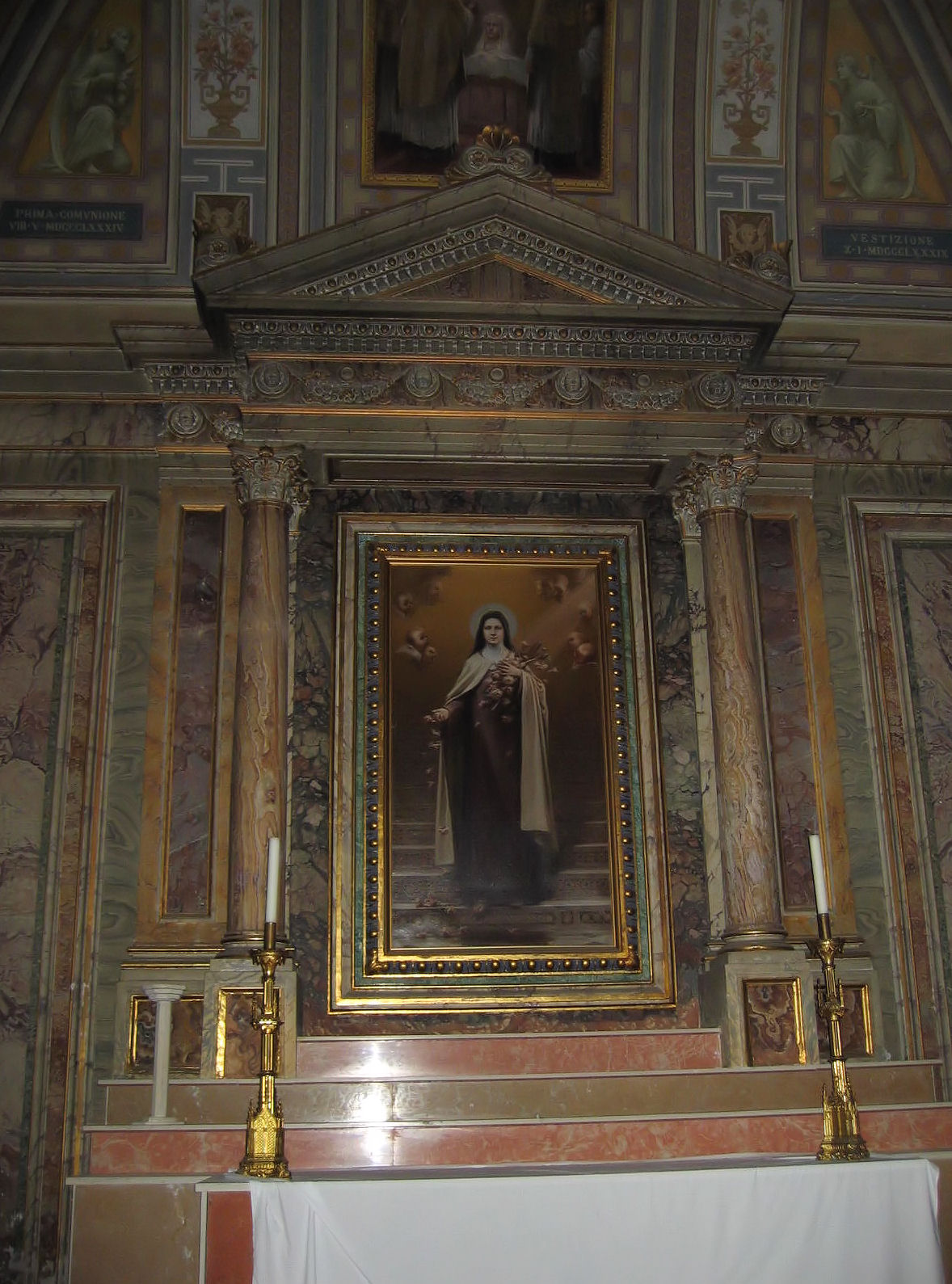
Altar-mor.
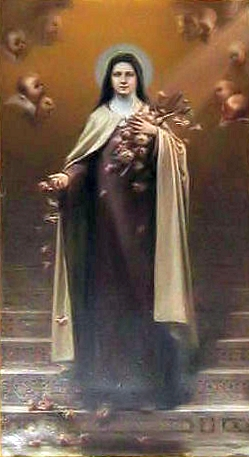
Imagem de Santa Teresinha do Menino Jesus no altar-mor.